# Manchester United Football Club 2025-2026
Questa voce raccoglie le informazioni riguardanti il Manchester United Football Club nelle competizioni ufficiali della stagione 2025-2026.

## Maglie e sponsor
| Casa | Trasferta | Terza divisa |

## Rosa
Rosa e numerazione aggiornate all'11 agosto 2025.
| N. |                           | Ruolo | Calciatore         |
| -- | ------------------------- | ----- | ------------------ |
| 1  | Turchia (bandiera)        | P     | Altay Bayındır     |
| 2  | Portogallo (bandiera)     | D     | Diogo Dalot        |
| 3  | Marocco (bandiera)        | D     | Noussair Mazraoui  |
| 4  | Paesi Bassi (bandiera)    | D     | Matthijs de Ligt   |
| 5  | Inghilterra (bandiera)    | D     | Harry Maguire      |
| 6  | Argentina (bandiera)      | D     | Lisandro Martínez  |
| 7  | Inghilterra (bandiera)    | C     | Mason Mount        |
| 8  | Portogallo (bandiera)     | C     | Bruno Fernandes () |
| 9  | Danimarca (bandiera)      | A     | Rasmus Højlund     |
| 10 | Brasile (bandiera)        | A     | Matheus Cunha      |
| 11 | Paesi Bassi (bandiera)    | A     | Joshua Zirkzee     |
| 12 | Paesi Bassi (bandiera)    | D     | Tyrell Malacia     |
| 13 | Danimarca (bandiera)      | D     | Patrick Dorgu      |
| 15 | Francia (bandiera)        | D     | Leny Yoro          |
| 16 | Costa d'Avorio (bandiera) | A     | Amad Diallo        |

| N. |                        | Ruolo | Calciatore         |
| -- | ---------------------- | ----- | ------------------ |
| 17 | Argentina (bandiera)   | A     | Alejandro Garnacho |
| 18 | Brasile (bandiera)     | C     | Casemiro           |
| 19 | Camerun (bandiera)     | A     | Bryan Mbeumo       |
| 21 | Brasile (bandiera)     | A     | Antony             |
| 22 | Inghilterra (bandiera) | P     | Tom Heaton         |
| 23 | Inghilterra (bandiera) | D     | Luke Shaw          |
| 24 | Camerun (bandiera)     | P     | André Onana        |
| 25 | Uruguay (bandiera)     | C     | Manuel Ugarte      |
| 26 | Inghilterra (bandiera) | D     | Ayden Heaven       |
| 30 | Slovenia (bandiera)    | A     | Benjamin Šeško     |
| 32 | Danimarca (bandiera)   | A     | Chido Obi          |
| 33 | Inghilterra (bandiera) | D     | Tyler Fredricson   |
| 35 | Paraguay (bandiera)    | D     | Diego León         |
| 37 | Inghilterra (bandiera) | C     | Kobbie Mainoo      |
| 41 | Inghilterra (bandiera) | D     | Harry Amass        |
|    | Inghilterra (bandiera) | A     | Jadon Sancho       |

## Calciomercato

### Sessione estiva
| Acquisti         | Acquisti        | Acquisti      | Acquisti                    |
| R.               | Nome            | da            | Modalità                    |
| ---------------- | --------------- | ------------- | --------------------------- |
| A                | Benjamin Šeško  | RB Lipsia     | definitivo (85 milioni €)   |
| A                | Bryan Mbeumo    | Brentford     | definitivo (75 milioni €)   |
| A                | Matheus Cunha   | Wolverhampton | definitivo (74,2 milioni €) |
| D                | Diego León      | Cerro Porteño | definitivo (4 milioni €)    |
| Altre operazioni |                 |               |                             |
| R.               | Nome            | da            | Modalità                    |
| A                | Jadon Sancho    | Chelsea       | fine prestito               |
| A                | Marcus Rashford | Aston Villa   | fine prestito               |
| C                | Antony          | Betis         | fine prestito               |
| D                | Tyrell Malacia  | PSV           | fine prestito               |

| Cessioni         | Cessioni          | Cessioni         | Cessioni   |
| R.               | Nome              | a                | Modalità   |
| ---------------- | ----------------- | ---------------- | ---------- |
| A                | Marcus Rashford   | Barcellona       | prestito   |
| A                | Ethan Wheatley    | Northampton Town | prestito   |
| C                | Toby Collyer      | West Bromwich    | prestito   |
| D                | Victor Lindelöf   |                  | svincolato |
| C                | Christian Eriksen |                  | svincolato |
| D                | Jonny Evans       |                  | ritiro     |
| Altre operazioni |                   |                  |            |
| R.               | Nome              | da               | Modalità   |

### Sessione invernale
| Acquisti         | Acquisti         | Acquisti         | Acquisti         |
| R.               | Nome             | da               | Modalità         |
| Altre operazioni | Altre operazioni | Altre operazioni | Altre operazioni |
| R.               | Nome             | da               | Modalità         |
| ---------------- | ---------------- | ---------------- | ---------------- |

| Cessioni         | Cessioni         | Cessioni         | Cessioni         |
| R.               | Nome             | a                | Modalità         |
| Altre operazioni | Altre operazioni | Altre operazioni | Altre operazioni |
| R.               | Nome             | da               | Modalità         |
| ---------------- | ---------------- | ---------------- | ---------------- |

## Risultati

### Premier League
| Arbitro: | Hooper |

|  |           |               |
|  | Marcatori | 13’ Calafiori |

| Hammersmith e Fulham 2ª giornata | Fulham | – referto | Manchester Utd | Craven Cottage |

| Manchester 3ª giornata | Manchester Utd | – referto | Burnley | Old Trafford |

| Manchester 4ª giornata | Manchester City | – referto | Manchester Utd | City of Manchester Stadium |

| Manchester 5ª giornata | Manchester Utd | – referto | Chelsea | Old Trafford |

| Brentford 6ª giornata | Brentford | – referto | Manchester Utd | Brentford Community Stadium |

| Manchester 7ª giornata | Manchester Utd | – referto | Sunderland | Old Trafford |

| Liverpool 8ª giornata | Liverpool | – referto | Manchester Utd | Anfield |

| Manchester 9ª giornata | Manchester Utd | – referto | Brighton | Old Trafford |

| West Bridgford 10ª giornata | Nottingham Forest | – referto | Manchester Utd | City Ground |

| Londra 11ª giornata | Tottenham | – referto | Manchester Utd | Tottenham Hotspur Stadium |

| Manchester 12ª giornata | Manchester Utd | – referto | Everton | Old Trafford |

| Londra 13ª giornata | Crystal Palace | – referto | Manchester Utd | Selhurst Park |

| Manchester 14ª giornata | Manchester Utd | – referto | West Ham Utd | Old Trafford |

| Wolverhampton 15ª giornata | Wolverhampton | – referto | Manchester Utd | Molineux Stadium |

| Manchester 16ª giornata | Manchester Utd | – referto | Bournemouth | Old Trafford |

| Birmingham 17ª giornata | Aston Villa | – referto | Manchester Utd | Villa Park |

| Manchester 18ª giornata | Manchester Utd | – referto | Newcastle Utd | Old Trafford |

| Manchester 19ª giornata | Manchester Utd | – referto | Wolverhampton | Old Trafford |

| Leeds 20ª giornata | Leeds Utd | – referto | Manchester Utd | Elland Road |

| Burnley 21ª giornata | Burnley | – referto | Manchester Utd | Turf Moor |

| Manchester 22ª giornata | Manchester Utd | – referto | Manchester City | Old Trafford |

| Londra 23ª giornata | Arsenal | – referto | Manchester Utd | Emirates Stadium |

| Manchester 24ª giornata | Manchester Utd | – referto | Fulham | Old Trafford |

| Manchester 25ª giornata | Manchester Utd | – referto | Tottenham | Old Trafford |

| Londra 26ª giornata | West Ham Utd | – referto | Manchester Utd | London Stadium |

| Liverpool 27ª giornata | Everton | – referto | Manchester Utd | Everton Stadium |

| Manchester 28ª giornata | Manchester Utd | – referto | Crystal Palace | Old Trafford |

| Newcastle upon Tyne 29ª giornata | Newcastle Utd | – referto | Manchester Utd | St James' Park |

| Manchester 30ª giornata | Manchester Utd | – referto | Aston Villa | Old Trafford |

| Bournemouth 31ª giornata | Bournemouth | – referto | Manchester Utd | Vitality Stadium |

| Manchester 32ª giornata | Manchester Utd | – referto | Leeds Utd | Old Trafford |

| Londra 33ª giornata | Chelsea | – referto | Manchester Utd | Stamford Bridge |

| Manchester 34ª giornata | Manchester Utd | – referto | Brentford | Old Trafford |

| Manchester 35ª giornata | Manchester Utd | – referto | Liverpool | Old Trafford |

| Sunderland 36ª giornata | Sunderland | – referto | Manchester Utd | Stadium of Light |

| Manchester 37ª giornata | Manchester Utd | – referto | Nottingham Forest | Old Trafford |

| Brighton 38ª giornata | Brighton | – referto | Manchester Utd | AMEX Stadium |

## Statistiche

### Statistiche di squadra
| Competizione   | Punti | In casa | In casa | In casa | In casa | In casa | In casa | In trasferta | In trasferta | In trasferta | In trasferta | In trasferta | In trasferta | In campo neutro | In campo neutro | In campo neutro | In campo neutro | In campo neutro | In campo neutro | Totale | Totale | Totale | Totale | Totale | Totale | DR |
| Competizione   | Punti | G       | V       | N       | P       | Gf      | Gs      | G            | V            | N            | P            | Gf           | Gs           | G               | V               | N               | P               | Gf              | Gs              | G      | V      | N      | P      | Gf     | Gs     | DR |
| -------------- | ----- | ------- | ------- | ------- | ------- | ------- | ------- | ------------ | ------------ | ------------ | ------------ | ------------ | ------------ | --------------- | --------------- | --------------- | --------------- | --------------- | --------------- | ------ | ------ | ------ | ------ | ------ | ------ | -- |
| Premier League | 0     | 1       | 0       | 0       | 1       | 0       | 1       |              |              |              |              |              |              | -               | -               | -               | -               | -               | -               | 1      | 0      | 0      | 1      | 0      | 1      | -1 |
| FA Cup         | -     |         |         |         |         |         |         |              |              |              |              |              |              | -               | -               | -               | -               | -               | -               |        |        |        |        |        |        |    |
| EFL Cup        | -     |         |         |         |         |         |         |              |              |              |              |              |              | -               | -               | -               | -               | -               | -               |        |        |        |        |        |        |    |
| Totale         | -     | 1       | 0       | 0       | 1       | 0       | 1       |              |              |              |              |              |              | -               | -               | -               | -               | -               | -               | 1      | 0      | 0      | 1      | 0      | 1      | -1 |

### Andamento in campionato
| Giornata  | 1 | 2 | 3 | 4 | 5 | 6 | 7 | 8 | 9 | 10 | 11 | 12 | 13 | 14 | 15 | 16 | 17 | 18 | 19 | 20 | 21 | 22 | 23 | 24 | 25 | 26 | 27 | 28 | 29 | 30 | 31 | 32 | 33 | 34 | 35 | 36 | 37 | 38 |
| --------- | - | - | - | - | - | - | - | - | - | -- | -- | -- | -- | -- | -- | -- | -- | -- | -- | -- | -- | -- | -- | -- | -- | -- | -- | -- | -- | -- | -- | -- | -- | -- | -- | -- | -- | -- |
| Luogo     | C |   |   |   |   |   |   |   |   |    |    |    |    |    |    |    |    |    |    |    |    |    |    |    |    |    |    |    |    |    |    |    |    |    |    |    |    |    |
| Risultato | P |   |   |   |   |   |   |   |   |    |    |    |    |    |    |    |    |    |    |    |    |    |    |    |    |    |    |    |    |    |    |    |    |    |    |    |    |    |
| Posizione |   |   |   |   |   |   |   |   |   |    |    |    |    |    |    |    |    |    |    |    |    |    |    |    |    |    |    |    |    |    |    |    |    |    |    |    |    |    |

Legenda:

Luogo: C = Casa; T = Trasferta. Risultato: V = Vittoria; N = Pareggio; P = Sconfitta.

### Statistiche dei giocatori
Sono in corsivo i calciatori che hanno lasciato la società a stagione in corso.
| Giocatore     | Premier League | Premier League | Premier League | Premier League | FA Cup   | FA Cup | FA Cup      | FA Cup     | EFL Cup  | EFL Cup | EFL Cup     | EFL Cup    | Totale   | Totale | Totale      | Totale     |
| Giocatore     | Presenze       | Reti           | Ammonizioni    | Espulsioni     | Presenze | Reti   | Ammonizioni | Espulsioni | Presenze | Reti    | Ammonizioni | Espulsioni | Presenze | Reti   | Ammonizioni | Espulsioni |
| ------------- | -------------- | -------------- | -------------- | -------------- | -------- | ------ | ----------- | ---------- | -------- | ------- | ----------- | ---------- | -------- | ------ | ----------- | ---------- |
| H. Amass      | 0              | 0              | 0              | 0              | 0        | 0      | 0           | 0          | 0        | 0       | 0           | 0          | 0        | 0      | 0           | 0          |
| Antony        | 0              | 0              | 0              | 0              | 0        | 0      | 0           | 0          | 0        | 0       | 0           | 0          | 0        | 0      | 0           | 0          |
| A. Bayındır   | 1              | -1             | 0              | 0              | 0        | 0      | 0           | 0          | 0        | 0       | 0           | 0          | 1        | -1     | 0           | 0          |
| Casemiro      | 1              | 0              | 0              | 0              | 0        | 0      | 0           | 0          | 0        | 0       | 0           | 0          | 1        | 0      | 0           | 0          |
| M. Cunha      | 1              | 0              | 0              | 0              | 0        | 0      | 0           | 0          | 0        | 0       | 0           | 0          | 1        | 0      | 0           | 0          |
| D. Dalot      | 1              | 0              | 0              | 0              | 0        | 0      | 0           | 0          | 0        | 0       | 0           | 0          | 1        | 0      | 0           | 0          |
| A. Diallo     | 1              | 0              | 0              | 0              | 0        | 0      | 0           | 0          | 0        | 0       | 0           | 0          | 1        | 0      | 0           | 0          |
| M. de Ligt    | 1              | 0              | 0              | 0              | 0        | 0      | 0           | 0          | 0        | 0       | 0           | 0          | 1        | 0      | 0           | 0          |
| P. Dorgu      | 1              | 0              | 1              | 0              | 0        | 0      | 0           | 0          | 0        | 0       | 0           | 0          | 1        | 0      | 1           | 0          |
| B. Fernandes  | 1              | 0              | 0              | 0              | 0        | 0      | 0           | 0          | 0        | 0       | 0           | 0          | 1        | 0      | 0           | 0          |
| T. Fredricson | 0              | 0              | 0              | 0              | 0        | 0      | 0           | 0          | 0        | 0       | 0           | 0          | 0        | 0      | 0           | 0          |
| A. Garnacho   | 0              | 0              | 0              | 0              | 0        | 0      | 0           | 0          | 0        | 0       | 0           | 0          | 0        | 0      | 0           | 0          |
| A. Heaven     | 0              | 0              | 0              | 0              | 0        | 0      | 0           | 0          | 0        | 0       | 0           | 0          | 0        | 0      | 0           | 0          |
| R. Højlund    | 0              | 0              | 0              | 0              | 0        | 0      | 0           | 0          | 0        | 0       | 0           | 0          | 0        | 0      | 0           | 0          |
| H. Maguire    | 1              | 0              | 0              | 0              | 0        | 0      | 0           | 0          | 0        | 0       | 0           | 0          | 1        | 0      | 0           | 0          |
| T. Malacia    | 0              | 0              | 0              | 0              | 0        | 0      | 0           | 0          | 0        | 0       | 0           | 0          | 0        | 0      | 0           | 0          |
| K. Mainoo     | 0              | 0              | 0              | 0              | 0        | 0      | 0           | 0          | 0        | 0       | 0           | 0          | 0        | 0      | 0           | 0          |
| L. Martínez   | 0              | 0              | 0              | 0              | 0        | 0      | 0           | 0          | 0        | 0       | 0           | 0          | 0        | 0      | 0           | 0          |
| N. Mazraoui   | 0              | 0              | 0              | 0              | 0        | 0      | 0           | 0          | 0        | 0       | 0           | 0          | 0        | 0      | 0           | 0          |
| B. Mbeumo     | 1              | 0              | 0              | 0              | 0        | 0      | 0           | 0          | 0        | 0       | 0           | 0          | 1        | 0      | 0           | 0          |
| M. Mount      | 1              | 0              | 0              | 0              | 0        | 0      | 0           | 0          | 0        | 0       | 0           | 0          | 1        | 0      | 0           | 0          |
| C. Obi        | 0              | 0              | 0              | 0              | 0        | 0      | 0           | 0          | 0        | 0       | 0           | 0          | 0        | 0      | 0           | 0          |
| A. Onana      | 0              | 0              | 0              | 0              | 0        | 0      | 0           | 0          | 0        | 0       | 0           | 0          | 0        | 0      | 0           | 0          |
| J. Sancho     | 0              | 0              | 0              | 0              | 0        | 0      | 0           | 0          | 0        | 0       | 0           | 0          | 0        | 0      | 0           | 0          |
| B. Šeško      | 1              | 0              | 0              | 0              | 0        | 0      | 0           | 0          | 0        | 0       | 0           | 0          | 1        | 0      | 0           | 0          |
| L. Shaw       | 1              | 0              | 0              | 0              | 0        | 0      | 0           | 0          | 0        | 0       | 0           | 0          | 1        | 0      | 0           | 0          |
| M. Ugarte     | 1              | 0              | 0              | 0              | 0        | 0      | 0           | 0          | 0        | 0       | 0           | 0          | 1        | 0      | 0           | 0          |
| L. Yoro       | 1              | 0              | 0              | 0              | 0        | 0      | 0           | 0          | 0        | 0       | 0           | 0          | 1        | 0      | 0           | 0          |
| J. Zirkzee    | 0              | 0              | 0              | 0              | 0        | 0      | 0           | 0          | 0        | 0       | 0           | 0          | 0        | 0      | 0           | 0          |